# Dzierzkowice
Dzierzkowice este o arie protejată (sit de importanță comunitară — SCI) din Polonia întinsă pe o suprafață de 247,08 ha, integral pe uscat.

## Localizare
Centrul sitului Dzierzkowice este situat la coordonatele 50°58′49″N 22°05′40″E / 50.9803°N 22.0944°E.

## Înființare
Situl Dzierzkowice a fost declarat sit de importanță comunitară în octombrie 2009 pentru a proteja 1 specie de plante și 2 specii de animale.

## Biodiversitate
Situată în ecoregiunea continentală, aria protejată conține 3 habitate naturale: Fânețe de joasă altitudine (Alopecurus pratensis, Sanguisorba officinalis), Păduri de stejar și carpen Galio-Carpinetum, Păduri aluvionare cu Alnus glutinosa și Fraxinus excelsior (Alno-Padion, Alnion incanae, Salicion albae).
La baza desemnării sitului se află mai multe specii protejate:
- plante (1): papucul doamnei (Cypripedium calceolus)
- mamifere (2): castor (Castor fiber), vidră de râu (Lutra lutra)